# Joaquín Gorjón González
Joaquín Gorjón González (Vilvestre, 9 de julio de 1922 - Basauri, 10 de julio de 1981) fue un Guardia Civil retirado, que fue asesinado por la banda terrorista ETA en 1981.

## Biografía
Nació el 9 de julio de 1922 en Vilvestre (Salamanca). En el momento de su muerte estaba casado y tenía seis hijos de edades comprendidas entre los 37 y los 22 años. El mayor de sus hijos, José Gorjón Recio, era militante de CCOO, y otro iba a recibir dos días después, el 12 de julio, su despacho de alférez en la Academia General Militar de Zaragoza.
Joaquín Gorjón González, de 59 años de edad, estaba retirado desde abril de 1972 del cuerpo de la Guardia Civil, pasando a trabajar desde entonces en una agencia de aduanas bilbaína.

## Atentado
A las 7:20 horas del viernes 10 de julio de 1981 fue asesinado por la organización terrorista ETA en la estación de tren de Basauri conocida como la de Dos Caminos mientras esperaba el tren. Fue asesinado de dos tiros, uno en la espalda a la altura de la cadera, y otro en la cabeza, falleciendo en el acto.
Debido al tiroteo que se produjo entre los terroristas, que huían en un furgoneta robada, y la Policía Nacional que los perseguía, fue alcanzado Ovidio Ferreira Martín, repartidor de prensa, que tuvo la mala suerte de encontrarse en medio del fuego cruzado. Ovidio recibió dos impactos de bala, uno en la pierna y otro en la cara. Esta segunda bala quedó alojada en la parte posterior del cráneo lo que le acabaría suponiendo la muerte.

## Juicio
En 2005 la Audiencia Nacional condenó a Sebastián Echaniz Alcorta, Enrique Letona Viteri y José Antonio Borde Gaztelumendi como autores materiales del asesinato de Joaquín Gorjón. Por otra parte, en junio de 2004 fue detenido en Francia, junto a otros siete miembros de la banda terrorista, el histórico Luis Armando Zabalo Bilbao, alias Mikel, procesado por la Audiencia Nacional por haber participado, presuntamente, en el asesinato de Gorjón González. No obstante, dada la fecha de la comisión del asesinato, y de acuerdo con la legislación francesa, el delito habría prescrito. En octubre de 2004 el Consejo de Ministros acordó pedir a las autoridades francesas la extradición de Zabalo Bilbao.

## Homenajes
El 25 de abril de 2015 se le rindió homenaje en su pueblo natal Vilvestre, dando su nombre al Albergue Municipal de Vilvestre. Al acto asistieron el general de brigada de Infantería, jefe de la IV Subinspección General del Ejército (Zona Noroeste) e hijo del homenajeado, Manuel Gorjón Recio; el subdelegado del Gobierno en Salamanca, Javier Galán; el presidente de la Asociación de Víctimas del Terrorismo de Castilla y León, el comandante Juan José Aliste; el jefe de la 12.ª Zona de la Guardia Civil de Castilla y León, el general José Manuel Díez Cubelos; así como distintos jefes del Ejército de Tierra, Ejército del Aire, Policía  Nacional y Guardia Civil; además de vecinos y la Corporación municipal con su alcalde, Manuel Domínguez Hernández.